# Киреївка (Суджанський район)
Киреївка (рос. Киреевка) — село в Суджанському районі Курської області Російської Федерації.
Населення становить 83 особи. Входить до складу муніципального утворення Поріченська сільрада.

## Історія
Населений пункт розташований на території українського етнічного та культурного краю Східна Слобожанщина.
Від 2004 року входить до складу муніципального утворення Поріченська сільрада.

## Населення
| 2002 | 2010 |
| ---- | ---- |
| 125  | ↘83  |